# Prosterath
Prosterath ist ein Ortsteil der Ortsgemeinde Beuren (Hochwald) im Landkreis Trier-Saarburg in Rheinland-Pfalz mit etwa 150 Einwohnern.

## Lage
Die Ortschaft befindet sich im westlichen Hunsrück am Ostrand des Osburger Hochwaldes.
Beuren befindet sich etwa einen Kilometer südlich des Dorfes. Ostwärts vom Ort geht es steil und unwegsam ins Dhrontal.

## Geschichte

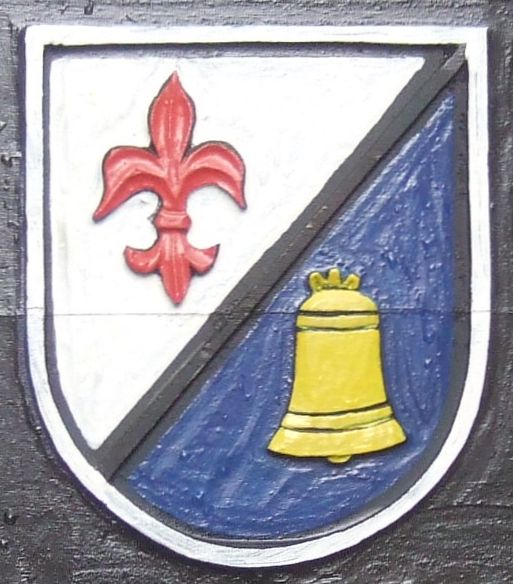
Wappen der ehemaligen Gemeinde Prosterath
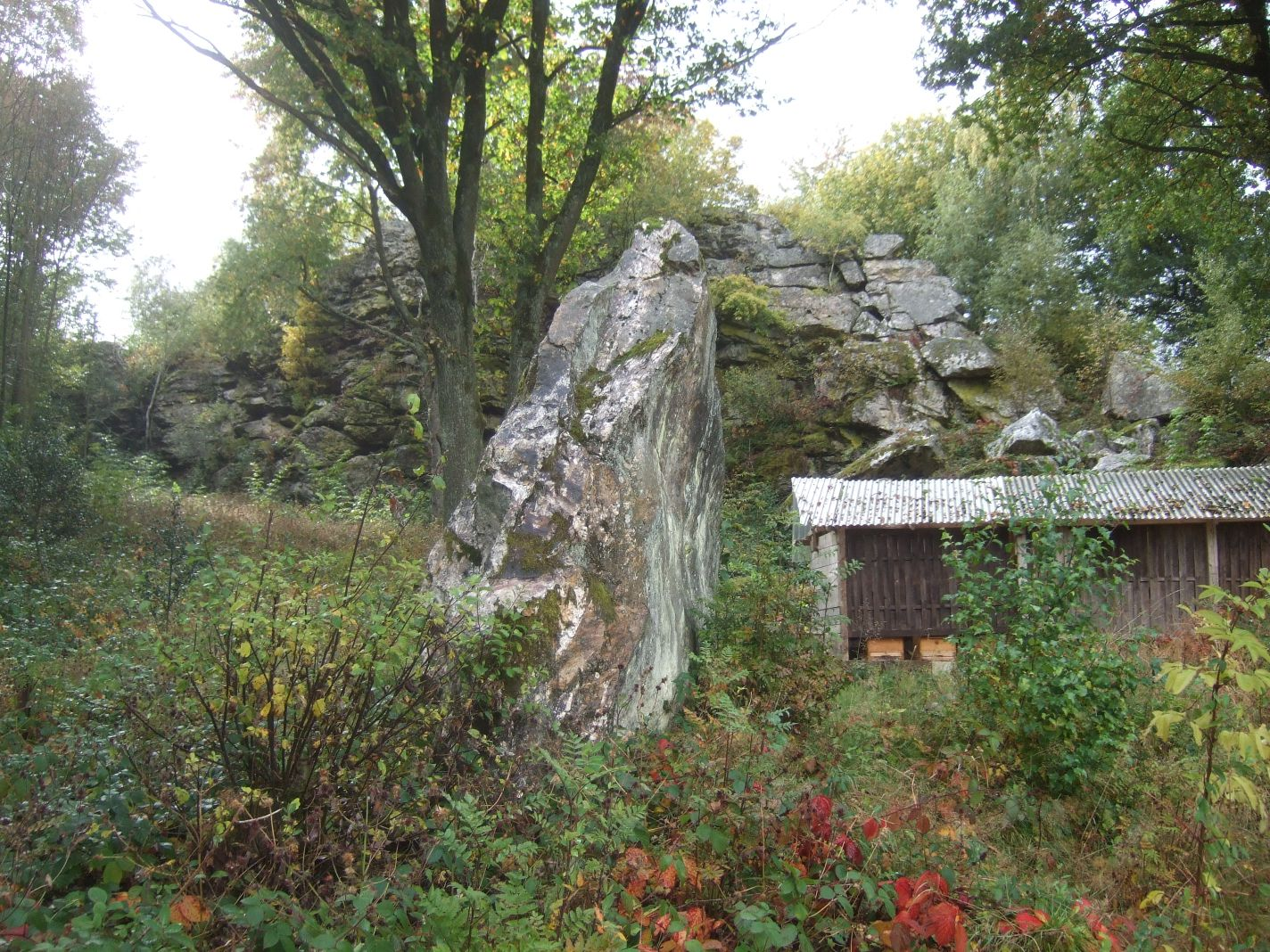
Prosterather Wacken
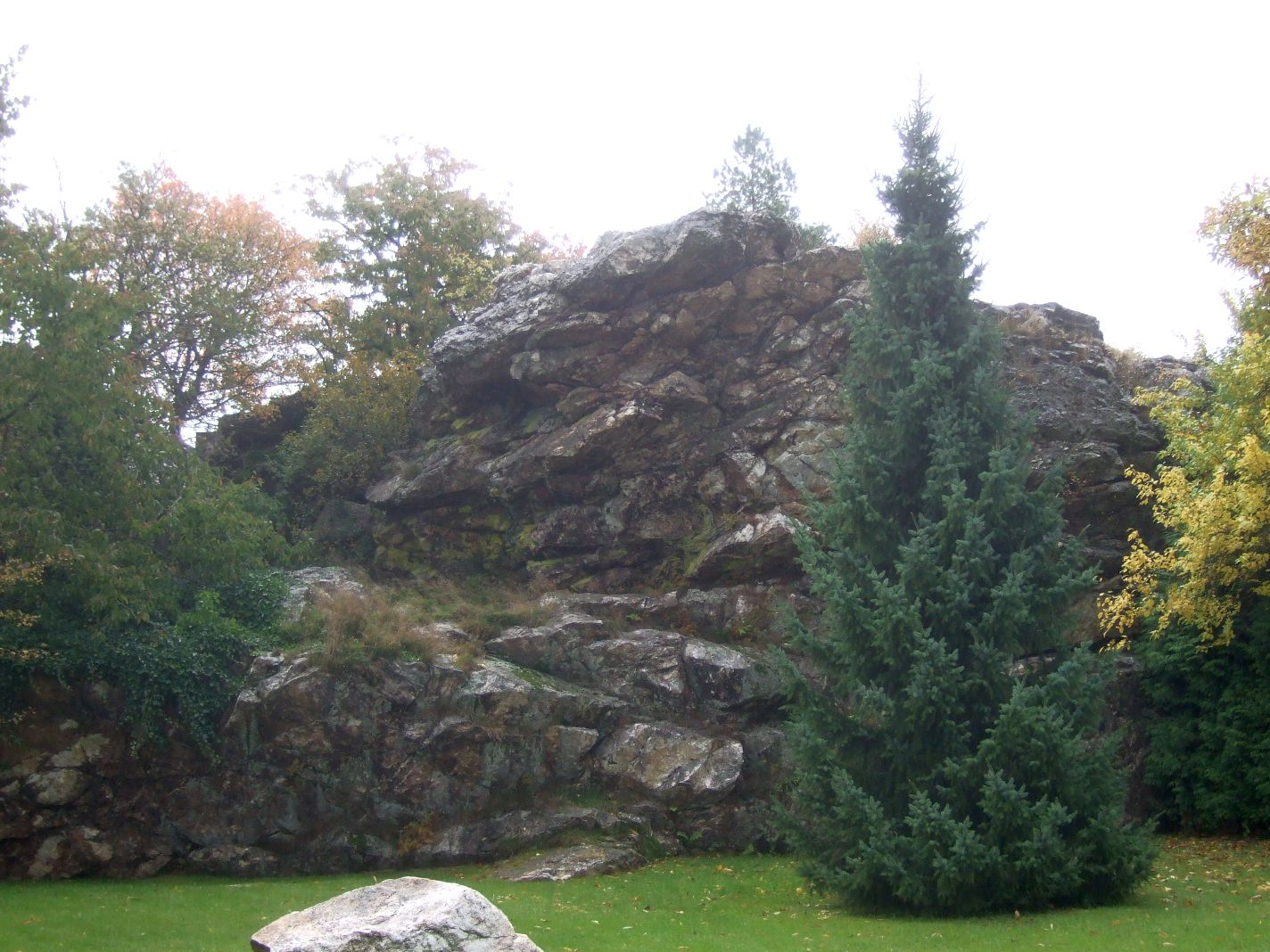
Prosterather Wacken

Nach einer Urkunde von 1023 gehörte „Probesderuot“ (Propstrodung) dem Propst der St. Maximin, 1701 wurde eine erste Kapelle erwähnt, die dem Heiligen Antonius von Padua gewidmet ist. Im 18./19. Jahrhundert betrieb Peter Cornely von hier aus eine ambulante (umherziehende) Glockengießerei. Die Lilie des Antonius und die Glocke sind auf dem ehemaligen Gemeindewappen zu finden.
Am 17. März 1974 wurde die bis dahin selbständige Gemeinde Prosterath mit damals 209 Einwohnern nach Beuren (Hochwald) eingemeindet.

## Sehenswürdigkeiten
Die heutige Kapelle wurde 1888 im neugotischen Stil nach Plänen aus dem Büro des Kölner Diözesanbaumeisters Vincenz Statz, an denen vermutlich auch sein Sohn Franz Statz kurz vor seiner Übernahme des Architektenbüros mitgewirkt hat, errichtet. Die kleine hochgebaute dreiachsige Saalkirche mit leicht eingezogenem dreiseitig schließendem Chor ist mit Kreuzrippen eingewölbt. Bemerkenswert ist die vollständig erhaltene neugotische Ausstattung. Glanzstück ist der 1896 von Caspar Weis, Frankfurt am Main, geschaffene Flügelaltar mit reichlich figürlichem Schmuck und Holzreliefs mit Szenen aus der Heiligenlegende des Antonius von Padua.

## Verkehr
Der Ort ist durch die in Prosterath beginnende Kreisstraße 94 an Beuren und die Landesstraßen 148 und 152 an die westlich vorbeiführende  A 1 angebunden.

## Tourismus
Der Ort mit seinen sehenswerten Naturdenkmälern, den Prosterather Wacken, einem Quarzitriff, wird durch den Rockenburger Urwaldpfad, einer Traumschleife des Saar-Hunsrück-Steigs im Naturpark Saar-Hunsrück angebunden.

## Persönlichkeiten
In Prosterath geboren wurde:
- Friedrich Lenz (1889–1972), Hydrobiologe und Limnologe